# Nicola Sanders
Nicola Sanders (Reino Unido, 23 de junio de 1982) es una atleta británica, especialista en la prueba de relevo 4 x 400 metros, con la que ha logrado ser subcampeona mundial en 2007.

## Carrera deportiva
En el Mundial de Osaka 2007 gana la medalla de plata en los 400 metros, con un tiempo de 49.62 segundos que fue su mejor marca personal, tras su compatriota la también británica Christine Ohuruogu y por delante de la jamaicana Novlene Williams. Además ganó la medalla de bronce en los relevos 4 x 400 metros, tras Estados Unidos y Jamaica.
Además ha conseguido varias medallas más en relevos 4 x 400 m, como el bronce en los JJ. OO. de Atenas 2004, o los tres bronces en los mundiales de Helsinki 2005, Berlín 2009 y Daegu 2011.